# Сталь-фон-Гольштейн, Александр Августович
Барон Александр Августович Сталь-фон-Гольштейн (нем. Alexander Wilhelm Freiherr Staël von Holstein; 1 января 1877 года, Тестама (сегодня — Тыстамаа, Эстония), Эстляндская губерния, Российская империя — 16 марта 1937 года, Пекин, Китай) — барон, российский синолог, востоковед, специалист по санскриту и буддийским текстам.

## Биография
Родился 1 января 1877 в аристократической семье. Среднее образование получил в домашних условиях. В возрасте 15 лет был отправлен на учёбу в гимназию в город Пернау. Продолжил своё обучение в Дерптском университете, после окончания которого уехал в Германию, где изучал восточные языки в Берлинском университете. 
Обучаясь на втором курсе, стал единственным наследником по мужской линии, и ему досталось родовое имение в Тестаме и титул барона. 
В 1900 году получил научную докторскую степень в Университете Галле за диссертацию «Der Karmapradīpa, II. Prapāthaka», которая была издана Фридрихом Шрадером в 1889 году в городе Галле. 
В последующее время много путешествовал по Европе, изучая ориенталистику в различных учебных заведениях. 
В 1905 году был секретарём российского консульства в Бомбее.
В 1909 году был назначен ассистентом-профессором санскрита в Петербургском университете. 
Был членом Российского комитета по изучению Центральной и Восточной Азии. 
В 1912 году посетил США, где некоторое время проживал в Гарварде, изучая санскрит.
В 1917 году проживал в Китае. Приняв эстонское гражданство, остался в Пекине. По рекомендации своего друга дипломата Чарльза Элиота устроился в Гонконгском университете. Позднее по приглашению Ху Ши переехал в Пекин,  где стал преподавать в Пекинском университете, преподавал санскрит, тибетский язык и историю индийской религии с 1918 по 1929 год. 
В 1927 году основал в Пекине Сино-индийский институт. 
В 1928 году его пригласили в Гарвард-Янчинский институт для комплектации библиотеки. 
В 1932 году стал почётным членом Института истории и филологии Академии Синика.

## Научная деятельность
Кроме сочинений по индийской и тибетской религии писал работы по исторической китайской фонологии. Одной из самых известных его работ по китайской фонологии является сочинение «The Phonetic Transcription of Sanskrit Works and Ancient Chinese Pronunciation». Эту работу на китайский язык перевёл Ху Ши и опубликовал в 1923 году.

## Общественная деятельность
Принимал участие в формировании Фонда им. А. Хованского, учрежденного в 1899 году; был одним из его жертвователей.

### Избранные сочинения
- Путевые впечатления из Индии. СПб., 1904.
- The Kāçyapaparivarta: a Mahāyānasūtra of the Ratnakūṭa class, edited in the original Sanskrit, in Tibetan and in Chinese, Shanghai: Shangwu Yinshuguan, 1926
- On a Tibetan text translated into Sanskrit under Ch’ien Lung (XIII cent.) and into Chinese under Tao Kuang (XIX cent.), Bulletin of the National Library of Peiping, 1932
- On two Tibetan pictures representing some of the spiritual ancestors of the Dalai Lama and of the Panchen Lama, Bulletin of the National Library of Peiping, 1932
- A commentary to the Kāçcyapaparivarta, edited in Tibetan and in Chinese, Peking: published jointly by the National Library and the National Tsinghau University, 1933
- On a Peking edition of the Tibetan kanjur which seems to be unknown in the West, Peking: Lazarist Press, 1934
- On two recent reconstructions of a Sanskrit hymn transliterated with Chinese characters in the X century A.D, Peking: Lazarist Press, 1934
- Two Lamaistic pantheons, edited with introduction and indexes by Walter Eugene Clark from materials collected by the late Baron A. von Staël-Holstein, Harvard-Yenching Institute monograph series 3 and 4, Cambridge, Mass.: Harvard University Press, 1937